# انسینیتاس (کالیفرنیا)
انسینیتاس (به انگلیسی: Encinitas) شهری در شهرستان سن دیه‌گو، کالیفرنیا ایالت کالیفرنیا است که در سرشماری سال ۲۰۱۰ میلادی، ۵۹۵۱۸ نفر جمعیت داشته است.